# گردان ۳۳ کاراکال

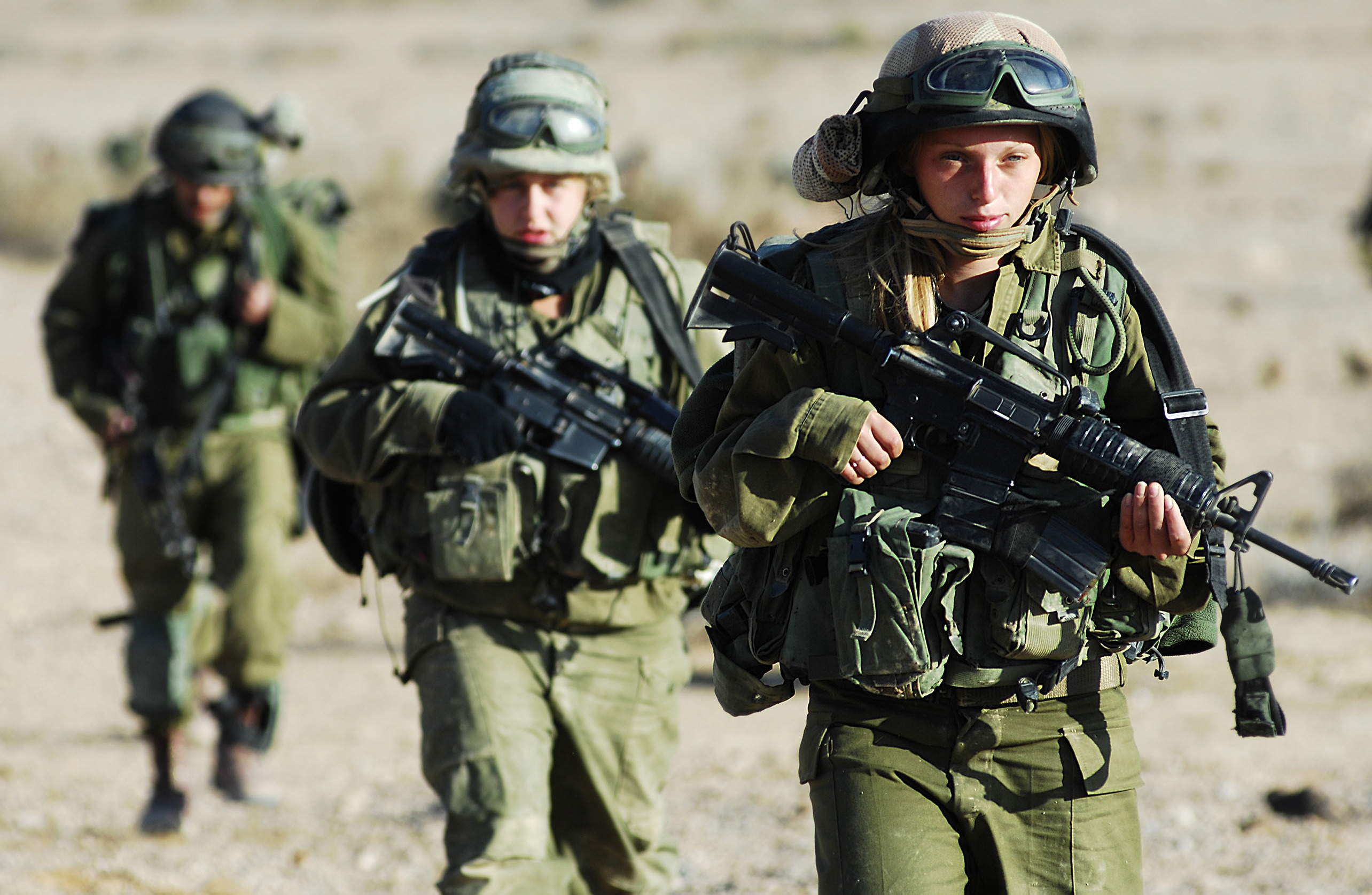
سربازان زن در آموزش زمستانی کاراکال شرکت می‌کنند

گردان ۳۳ کاراکال (انگلیسی: Caracal Battalion) یا گردان کاراکال (عبری: גדוד קרקל‎) گردان پیاده‌نظام نیروی زمینی اسرائیل، زیرمجموعه فرماندهی جنوبی و تحت امر تیپ ۵۱۲ پاران است، که در سال ۲۰۰۰ تأسیس شد.
گردان کاراکال یکی از سه واحد رزمی (در کنار «گردان شیرهای اردن» و «گردان یوزپلنگ») در تیپ پاران ارتش اسرائیل است که از سربازان زن و مرد تشکیل شده است. نام آن از کاراکال، گربه کوچکی که جنس نر و ماده آن یکسان به نظر می‌رسد، گرفته شده است. از سال ۲۰۰۹، تقریباً ۷۰٪ از نیروهای فعال این گردان را زنان تشکیل می‌دهند.
گردان کاراکال در میان گردان‌های گشت مرزی، منحصر به فرد است زیرا علاوه بر واحدهای پیاده‌نظام خود، شامل یک واحد تانک است که کاملاً از سربازان زن تشکیل شده است. این جوخه (به نام جوخه پِر) پس از یک دوره آزمایشی چند ساله که توانایی مشارکت زنان در سپاه زرهی را آزمایش کرد، تشکیل شد.